# Käthe Sohnemann
Käthe Sohnemann (auch Käte Sohnemann), nach Heirat Schmidt, (* 6. Mai 1913 in Hamburg; † 15. Oktober 1997 in Kiel) war eine deutsche Kunstturnerin und Olympiasiegerin.
Käthe Sohnemann startete für den TV Hamburg-Winterhude. Bei den Olympischen Spielen 1936 fand nach 1928 zum zweiten Mal ein Olympischer Mannschaftswettbewerb für Turnerinnen statt. Käthe Sohnemann belegte in der Punktwertung den dritten Platz hinter Gertrud Meyer und Erna Bürger. Mit der deutschen Mannschaft in der Besetzung Gertrud Meyer, Erna Bürger, Käthe Sohnemann, Isolde Frölian, Anita Bärwirth, Paula Pöhlsen sowie Friedl Iby und Julie Schmitt gewann sie die Goldmedaille mit drei Punkten Vorsprung vor der Mannschaft aus der Tschechoslowakei. 1937 siegte Käthe Sohnemann bei den Deutschen Meisterschaften im turnerischen Mehrkampf.